# Тизенгаузен, Владимир Фёдорович
Граф Владимир Фёдорович Тизенга́узен (1844—1919) — русский государственный деятель, тайный советник.

## Биография
Происходил из дворян Эстляндской губернии. Родился в имении Фонал 13 (25) марта 1844 года в семье Фердинанда Тизенгаузена (1811—1870), который был женат на дочери Карла Липгарта, Марии (1818—1892).
Среднее образование получал в петербургской Анненшуле и частной гимназии в Выборге.
Окончив юридический факультет Дерптского университета со степенью кандидата, вступил в службу 1 декабря 1868 года в Закавказском крае исполняющим должность младшего чиновника особых поручении при кутаисском военном губернаторе. В 1870 году назначен старшим чиновником, а также заведующим делами Кутаисского правления женского благотворительного общества. В 1871 году — исправляющий должность правителя канцелярии военного губернатора.
В 1876 году назначен сигнахским уездным начальником. В 1878 году за участие в отражении восстания лезгин был пожалован орденом Святой Анны 2-й ст. с мечами. Пробыв в Сигнахе более 12 лет, в 1888 году назначен ахалцыгским уездным начальником, а в 1890 году также почётным смотрителем Ахалцыгского городского училища.
В 1890 году назначен эриванским вице-губернатором. В 1892 году был назначен тифлисским вице-губернатором. С 20 февраля 1896 года по 1914 год был эриванским губернатором. С 1902 года — тайный советник, с 1907 года гофмейстер. Был награждён орденом Св. Станислава 1-й степени.
Умер в Тифлисе 12 мая 1919 года.